# John Dury
John Dury (Edimburgo, 1596 – Kassel, 1680) è stato un religioso e scrittore scozzese, di fede calvinista, ebbe un ruolo di rilievo nella guerra civile inglese soprattutto con il suo apporto di intellettuale. Si adoperò strenuamente per riunire l'ala luterana e calvinista protestante.

## Biografia
Quarto figlio di John Durie, ministro del culto scozzese di credo presbiteriano in esilio, fu educato per il ministero del culto a Sedan, avendo come precettore suo cugino  Andrew Melville, successivamente si trasferì a Leida al seguito del padre, e iniziò gli studi presso la locale università. Tra il 1624 ed il 1626 trascorse un periodo di residenza a Colonia presso la locale Chiesa Vallone; successivamente si trasferì a Elbląg dove strinse una forte amicizia con il noto intellettuale anglo-tedesco Samuel Hartlib, con il quale condivise gli stessi interessi pedagogici. Secondo lo storico dell'Illuminismo Richard Popkin, fu quella dello studioso inglese Joseph Mede, dal quale Dury apprese soprattutto un metodo innovativo di interpretazione delle Sacre scritture. Durante il suo soggiorno ad Elblag, Dury tradusse un trattato anti-trinitario del teologo sociniamo polacco Samuel Przypkowski, in lingua inglese.

Nel 1628 Dury scrisse una petizione al re Gustavo Adolfo di Svezia affinché si adoperasse in nome dell'unità della fede protestante. Compì diversi viaggi in Europa ed ebbe modo di incontrare il filosofo e pedagogista Comenio, il quale soggiornò per diverso tempo ad Elblag.

Fino al 1633 Dury godette dell'appoggio dell'arcivescovo anglicano George Abbot, ma a partire dalla morte di quest'ultimo, le relazioni con la chiesa anglicana divennero molto più difficili a causa dell'atteggiamento ostile del nuovo arcivescovo, William Laud.

## Opere
- Petition to Gustavus Adolphus, 1628
- Hypomnemata de studio pacis ecclesiasticæ, 1636
- A Briefe Relation, 1641
- Motives to induce Protestant Princes, 1641
- Letter (on Confession of Faith) to Lord Forbes, 1641
- Consultatio theologica … pacis ecclesiasticæ, 1641
- A Summary Discourse [on] Peace Ecclesiasticall, 1641